# Новий Борисфен
«Новий Борисфен»  — український комікс створений Олексієм Чебикіним і випущений видавництвом Атракціон м. Київ у 1994 році. Пригодницька історія часів Київської Русі, у фентезійному сетингу.

## Синопсис
Новий Борисфен — держава, а скоріше територія населена дуже різними людьми, назву свою отримала від річки Борисфен яка протікає по її землях. Це насправді казкова держава події які там відбуваються дивовижні. 

## Сюжет
За 25 років до кінця першого тисячоліття торжества Духа Святого який положив край часу самогубства великої цивілізації, Ярополк князь Царгорода, пішов в похід війною на свого брата - Олега, армії їх зустрілись на великому полі перед містом Вручій в цей день вдача посміхнулась Ярополку.
З висоти пагорба Олег споглядав на панічну втечу залишків свого війська і горе переповняло його душу. Жага помсти боролася з бажанням померти. Олег зважився  на крок яких до сих пір сам вважав нереальним. Він скористався  силою чарівного талісмана що дістався йому як трофей від каргелських племен. Піктограма намальована на ньому ще в епоху Розквіту Мудрості Високої Цивілізації. Вона являється силою яка при розриві ланцюга здійснює перенос матеріального тіла в астральний світ. Туди де перестають діяти закони заселеного світу де з самого початку загинув час. Це ідеальний сховок для вигнанця совісті. Так і Олег зник назавжди. 
У цей час з північного заходу напрямку до Борисфену рухались 2 вершники вкриті товстим шаром пилу і слави. Це був Володимир син Олега який був вигнаний після зникнення батька і Добриня - дядько і вірний охоронець. Вони повернулись щоб Володимир законно повернув свої володіння які його батько втратив. Їх зустрічає Вольга - воєвода дружини Ярополка який викликав на бій Володимира. Після своєї поразки Вольга присягнув на службу і вірну дружбу Володимиру. Тепер у нього було військо і воєвода яким він був дуже задоволений.
В планах Ярополка було одруження з Рогнідою з Рогволода. Дізнавшись про одруження Ярополка він вирушає у похід на Рогволод щоб швидше одружитися з Рогвідою. Дійсно Володимир з військом розмістився табором неподалік і послав двох гінців до Рогволоду до родового замку Рогінди та її братів. Повернувшись у табір гінці передали Володимиру про відмову від Рогніди. Військо підняла списи, оголила мечі і вони вирушили на Рогволод для штурму замку. Розуміючи свою поразку Рогніда використала темну магію з допомогою свого ідола і перетворила своїх братів на великих монстрів які нищили військо Володимира. Володимиру вдалося знищити ідола і взяти в полон Рогінду тим самим оголосивши про своє весілля.